# Polispast

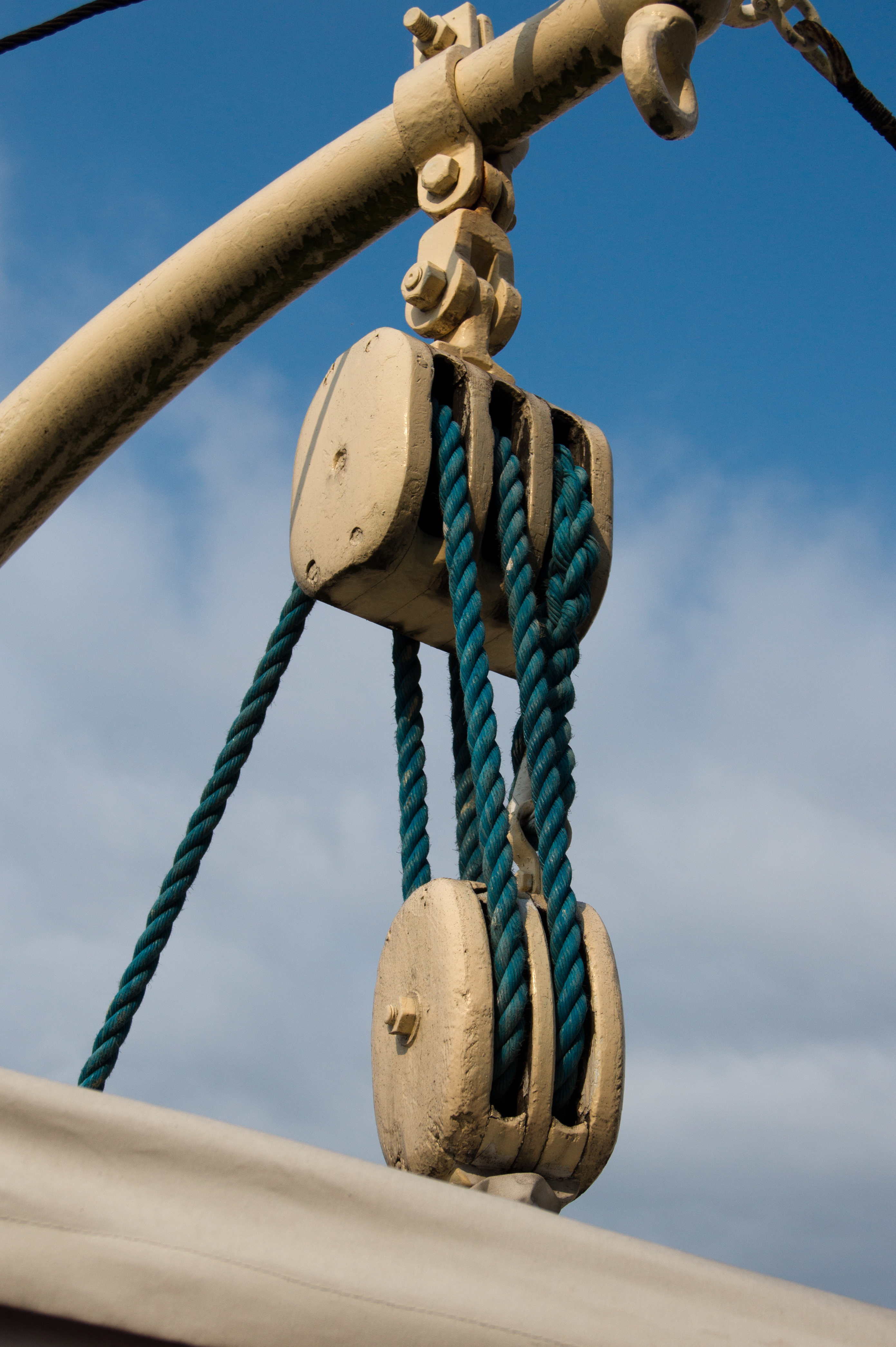
Polispast tradicional.

El polispast és una màquina que s'utilitza per a aixecar o moure una càrrega amb un gran avantatge mecànic, perquè es necessita aplicar una força molt menor al pes que cal moure. Duu dues o més corrioles incorporades per a minimitzar l'esforç.
En la seva fórmula intervé la força que ha de fornir l'objecte o persona per aixecar la resistència i el nombre de corrioles que intervenen en l'aixecament de la resistència.
La seva fórmula és: {\displaystyle F={\frac {\mbox{Resistència}}{2\cdot {\mbox{Nombre de corrioles}}}}\cdot {\text{Gravetat}}}
Exemple: {\displaystyle 245\ \mathrm {N} ={\frac {100\ \mathrm {kg} }{2\cdot 2}}\cdot 9,807}
Per tal d'aixecar un pes de 980 N s'ha exercit una força de 245 N.
Aquests mecanismes s'utilitzen molt en els tallers o indústries que manipulen peces molt voluminoses i pesades perquè faciliten la manipulació, elevació i col·locació d'aquestes peces pesades en les diferents màquines-eines que hi ha en els tallers o magatzems, així com carregar-les i descarregar-les dels camions que les transporten.
Solen estar subjectes a un braç giratori que hi ha acoblat a una màquina, o poden ser mòbils guiats per rails col·locats en els sostres de les naus industrials.
Els polispasts tenen diverses grandàries o potència d'elevació, els petits es manipulen a mà i els més grans duen incorporat un motor elèctric.